# Skälagölen
Skälagölen är en sjö i Karlskrona kommun i Blekinge och ingår i Lyckebyån-Nättrabyåns kustområde. Sjön är 15 meter djup, har en yta på 0,036 kvadratkilometer och befinner sig 60 meter över havet.